# Салфур Спрингс (округ Бентон, Арканзас)
Салфур Спрингс (енгл. Sulphur Springs, Benton County) град је у америчкој савезној држави Арканзас.

## Демографија
По попису из 2010. године број становника је 511, што је 160 (-23,8%) становника мање него 2000. године.
| Група             | 2000.       | 2010.       |
| Белци             | 518 (77,2%) | 439 (85,9%) |
| Афроамериканци    | 15 (2,2%)   | 3 (0,6%)    |
| Азијати           | 2 (0,3%)    | 1 (0,2%)    |
| Хиспаноамериканци | 112 (16,7%) | 22 (4,3%)   |
| Укупно            | 671         | 511         |